# Venise, vue du canal de la Giudecca
 (août 2014).
Si vous disposez d'ouvrages ou d'articles de référence ou si vous connaissez des sites web de qualité traitant du thème abordé ici, merci de compléter l'article en donnant les références utiles à sa vérifiabilité et en les liant à la section « Notes et références ».
Venise, vue du canal de la Giudecca est un tableau peint en 1840 par William Turner. Il mesure 61 × 91,5 cm. Il est conservé à la Victoria and Albert Museum à Londres. 